# Rubus placidus
Rubus placidus es una especie de planta del género Rubus, perteneciente a la familia Rosaceae.

## Taxonomía
Rubus placidus fue descrita por H. E. Weber en 1979.

## Distribución
Se encuentra en el territorio noroeste y centro de Europa.